# Rocketeer
Rocketeer (conocido inicialmente como The Rocketeer) es un superhéroe ficticio que aparece en cómics estadoudinenses publicados originalmente por Pacific Comics. Creado por el escritor e ilustrador Dave Stevens, su primera aparición fue en la historia del  cómic Starslayer nº 2, publicada por la editorial Pacific Comics en abril de 1982. Este personaje surgió como tributo a los héroes de guerra estadounidenses, así como los héroes de los seriales matutinos de los sábados que eran emitidos en la televisión entre las décadas de 1930 y 1960.
La identidad secreta del Rocketeer es Cliff Secord, un piloto de acrobacias que descubre un misterioso jet pack que le permite volar. Sus aventuras tienen lugar en las ciudades de Nueva York y Los Ángeles en 1938. Stevens le dio una apariencia retro y nostálgica, influenciada por las películas seriales King of the Rocket Men y Comando Cody (las dos de Republic Pictures) y por la diva del pin-up Bettie Page.
En 1991 el personaje fue adaptado a la gran pantalla por Walt Disney Pictures con el título The Rocketeer bajo la dirección de Joe Johnston, cinta que contó con un pequeño cameo de su creador.

## Premisa
En Los Ángeles de 1938, Cliff Secord, un piloto de carreras local y de acrobacias, descubre una mochila con cohetes escondida por dos mafiosos que huyen de la policía. Cuando decide llevársela a dar una vuelta, su vida da un vuelco, en más de un sentido.

## Historia de la publicación
La primera aventura de The Rocketeer apareció en 1982 como una historia de soporte en los números 2 y 3 de la serie Starslayer de Mike Grell para Pacific Comics. Otras dos entregas aparecieron en el cómic insignia de Pacific, Pacific Presents #1 y #2. El cuarto capítulo terminó en un cliffhanger que posteriormente se concluyó en un número especial de Rocketeer publicado por Eclipse Comics.
El 28 de febrero de 2009, IDW Publishing anunció la publicación de un libro de tapa dura recopilando toda la serie por primera vez y que estaba previsto que se publicara en octubre de 2009. The Rocketeer: The Complete Adventures incluía un nuevo coloreado a manos de Laura Martin, que había sido elegida por Dave Stevens antes de su muerte.
En septiembre de 2014, IDW publicó The Rocketeer: Jet-Pack Adventures, una antología en prosa de diez historias cortas escritas por autores como Yvonne Navarro, Don Webb, Gregory Frost, Nancy Holder y Nancy A. Collins. Ambientadas entre 1939 y 1946, las historias incluyen apariciones de personajes históricos como Howard Hughes, Hedy Lamarr, Johnny Weissmuller (famoso por representar a Tarzán) y el escritor Zane Grey.